# Protypotherium
Protypotherium è un genere estinto di mammiferi notoungulati, appartenente ai tipoteri. Visse tra il Miocene inferiore e il Pliocene inferiore (circa 20-5 milioni di anni fa), e i suoi resti sono stati ritrovati in Sudamerica.

## Descrizione
Questo animale era di piccole dimensioni ed era lungo una quarantina di centimetri esclusa la coda. La forma del corpo doveva assomigliare vagamente a quella di un coniglio, ma le zampe e la coda erano lunghe, e la testa terminava in un muso appuntito.

### Cranio
Il cranio di Protypotherium, il cui apice si trovava a circa metà della volta cranica, era leggermente discendente nella parte anteriore; la parte posteriore, invece, si abbassava bruscamente, al contrario di forme simili come Cochilius (la cui volta cranica non era inclinata). L'orbita era in posizione pressoché mediana, molto aperta posteriormente, e le ossa nasali erano molto avanzate. L'arco orbitale era robusto ed era il prolungamento diretto delle creste lambdoidi. L'osso mascellare costituiva da solo il margine inferiore del cranio. Nella parte posteriore del cranio, l'osso squamoso e il mastoide erano molto sviluppati. Visto dall'alto, il cranio aveva un contorno ovale, ma si restringeva nettamente all'inizio del muso. La fossa temporale continuava all'indietro in un profondo rinforzo tra le creste lambdoide e sagittale. La regione uditiva era caratterizzata da un sinus ipotimpanico molto più piccolo della cavità timpanica. In alcune specie, la parete interna della bolla timpanica era spessa e riempita di un fine tessuto spugnoso. Il sinus epitimpanico era di taglia media. I due rami della mandibola erano saldamente uniti nella parte anteriore; la parte posteriore della mandibola era molto elevata. 
La dentatura era completa (la mandibola era dotata di 44 denti senza particolari specializzazioni) e priva di diastema. Gli incisivi superiori erano dotati di radici e dotati di smalto sulla superficie esterna. I canini erano a forma di incisivi, mentre i premolari avevano radici deboli. I molari erano dotati di due coste sulla parete esterna. Un solco interno divideva il dente in due lobi quasi uguali. Un molare non usurato mostrava un ectolofo, due mezzelune interne convesse e una cresta che si dipartiva dall'ectolofo. Il margine anteriore di ogni mezzaluna si univa all'ectolofo. Gli incisivi inferiori erano divisi longitudinalmente da un profondo solco e assomigliavano a quelli degli iraci attuali. I denti erano parzialmente sovrapposti: un molare ricopriva il margine postero-esterno del molare precedente. Un solco esterno e uno interno opposti dividevano i molari in due lobi; il lobo posteriore era più corto. Un lieve solco antero-interno scompariva nel corso del tempo, mano a ano che l'usura dentaria avanzava.
Rispetto agli affini Interatherium e Cochilius, Protypotherium era dotato dei terzi e quarti premolari ben differenziati rispetto ai molari, e di numerose altre caratteristiche dentarie. Al contrario di Miocochilius, inoltre, Protypotherium possedeva il primo premolare inferiore a forma di canino e il terzo molare inferiore più corto (Vera et al., 2017).

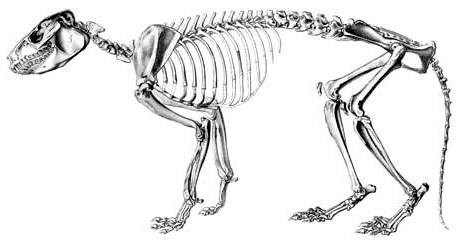
Scheletro di Protypotherium australe

### Scheletro postcranico
Lo scheletro di Protypotherium è ben noto, soprattutto per quanto riguarda la specie Protypotherium australe. Erano probabilmente presenti quindici vertebre dorsali, sette vertebre lombari e cinque vertebre sacrali. La coda era lunga, con almeno diciotto vertebre. 
La scapola possedeva un margine coracoide leggermente convesso. La spina scapolare era alta e stretta, con una piccola apofisi dell'acromion e un grande metacromion. L'omero era molto robusto nella regione prossimale, con due tuberosità basse; l'estremità distale era allargata, con l'entepicondilo sviluppato e dotato di un grande forame. Il radio era fortemente incurvato antero-posteriormente e piuttosto gracile; l'ulna, invece, era ricurva lateralmente. La mano era tetradattila (al contrario dell'affine Miocochilius, dotato di tre sole dita, due delle quali funzionali), con una struttura alternata del carpo e delle relazioni tra i metacarpi. Il peso si scaricava tra il secondo e il terzo metacarpo, di lunghezza quasi uguale, mentre il quarto era più corto e il quinto era molto ridotto. L'osso scafoide era dotato di una forte articolazione per il radio e si appoggiava al grande osso e al trapezoide. Nella parte esterna, lo scafoide si articolava con il lunare mediante una piccola faccetta dell'apofisi in relazione con il grande osso. L'osso lunare era in contatto distalmente con il grande osso e l'uncinato, e lateralmente era in contatto con il cuneiforme tramite una grande superficie. Le articolazioni delle prime falangi erano limitate alla superficie plantare e distale. Le falangi ungueali erano compresse lateralmente e dotate di una piccola incisione nella parte terminale. 

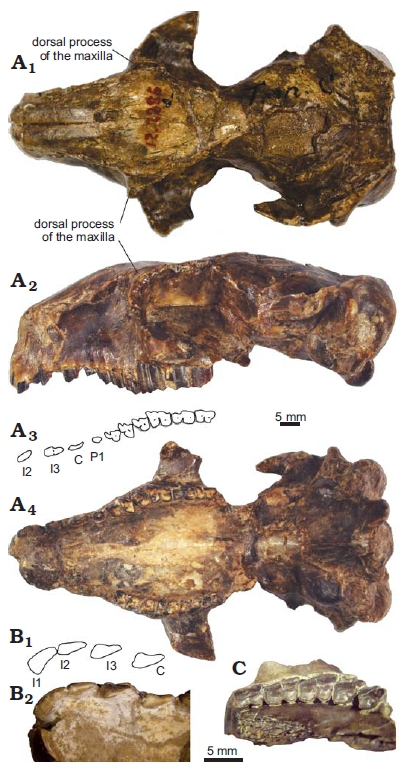
Cranio di Protypotherium endiadys

L'ischio era largo posteriormente, e il pube era gracile. Il femore era rettilineo e un po' appiattito anteroposteriormente. Il grande trocantere superava di poco la testa articolare, mentre il terzo trocantere era ben sviluppato e in posizione abbastanza prossimale. I condili erano grandi. Tibia e perone erano solitamente separati, ma a volte era presente una coossificazione distale. L'articolazione distale della tibia era divisa tramite una cresta prominente in due cavità uguali. Il perone era sottile. La troclea dell'astragalo era lunga e mediamente profonda; le creste dell'astragalo erano uguali fra loro, il collo lungo e la testa globulare. Il calcagno non si articolava con il navicolare ed era dotato di una grande faccetta per il perone. Le falangi possedevano la stessa struttura di quelle della mano, ma erano più grandi. È probabile che almeno i piedi di Protypotherium fossero digitigradi.

## Classificazione
Protypotherium era un tipico rappresentante degli interateriidi, un gruppo di notoungulati tipoteri dall'aspetto simile a quello dei roditori, solitamente dalle forme snelle. Il genere ha un'ampia distribuzione stratigafica (circa 15 milioni di anni) e geografica (fossili ascritti a Protypotherium sono stati ritrovati in numerose località dell'Argentina, del Cile e della Bolivia.
Il genere Protypotherium venne descritto per la prima volta nel 1882 da Florentino Ameghino, sulla base di resti fossili ritrovati nella formazione Santa Cruz in Patagonia (Argentina), in terreni risalenti al Miocene inferiore. La specie tipo è Protypotherium antiquum. Un'altra specie ben nota è P. australe, sempre della formazione Santa Cruz, ma a questo genere sono state attribuite numerose altre specie, come P. altum, P. attenuatum, P. claudum, P. leptocephalum, P. colloncurensis, P. diastematum, P. distinctum, P. endiadys, P. minutum, P. praerutilum, P. sinclairi, tutte rinvenute in varie località dell'Argentina in terreni del Miocene inferiore e medio. Una specie proveniente dal Cile, P. concepcionensis, è stata descritta nel 2019. 

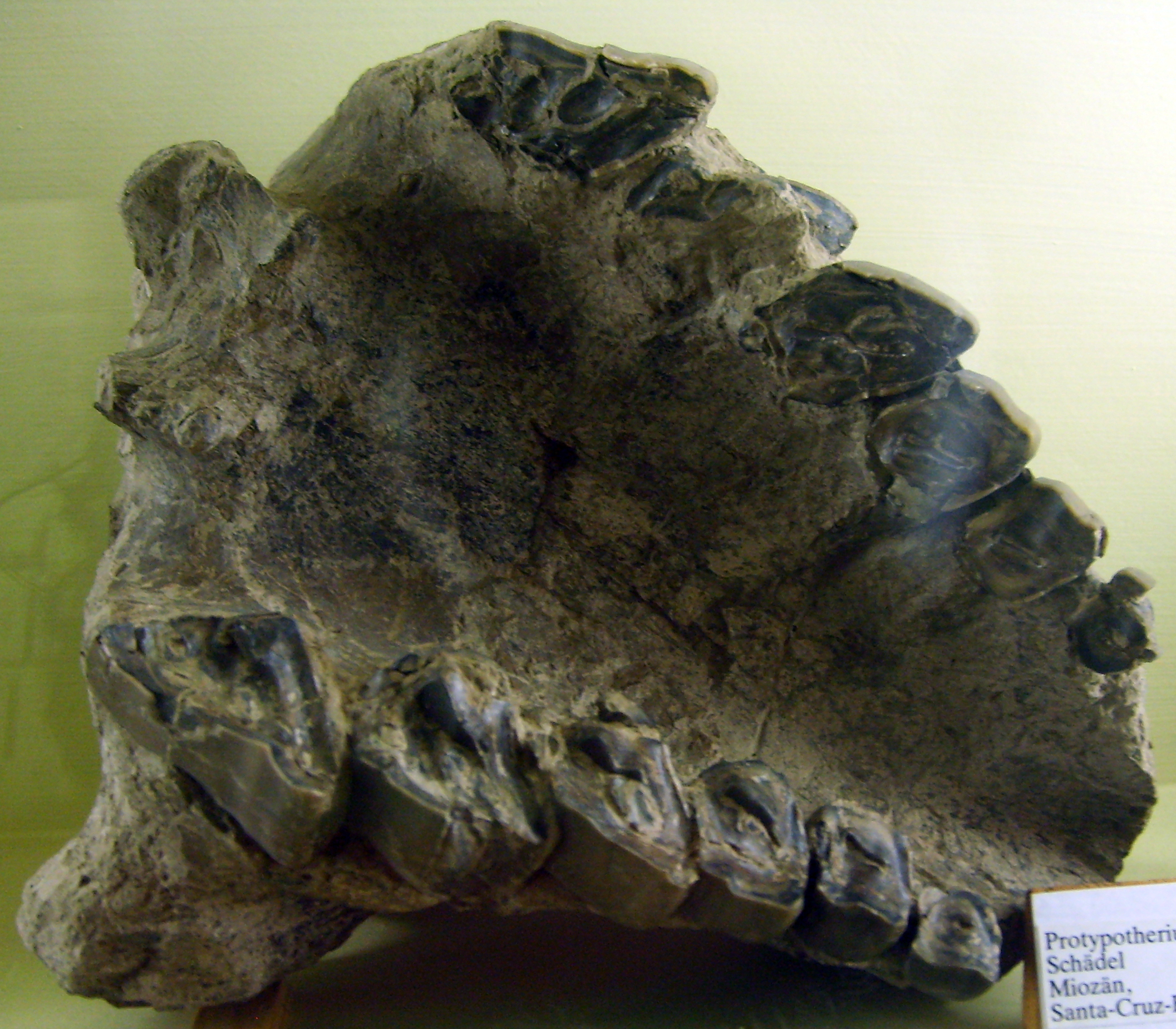
Fossile di mascella di Protypotherium leptocephalum

Protypotherium era un membro piuttosto specializzato degli interateriidi, affine al bizzarro Miocochilius; queste due forme, secondo uno studio del 2017, formerebbero un gruppo monofiletico derivato all'interno della famiglia Interatheriidae. Nello stesso studio è indicato che la specie P. australe sarebbe la più basale del gruppo e potrebbe essere ancestrale alle altre specie di Protypotherium e al genere Miocochilius (Vera et al., 2017). Al contrario di quanto suggerisce il nome, Protypotherium non era un antenato di Typotherium (= Mesotherium), un altro notoungulato appartenente a un'altra famiglia, i Mesotheriidae.

## Paleoecologia
È possibile che il protipoterio si cibasse di vegetali teneri ma anche, occasionalmente, di carogne. Le zampe mostrano chiaramente robuste falangi ungueali (le basi dell'unghia), grazie alle quali l'animale poteva scavare tane o modificare quelle abbandonate da altri animali.
Uno studio del 2021 riguardante numerosi fossili della dentatura delle varie specie di Protypotherium ha dimostrato che vi è una tendenza nella conservazione del pattern dentario, nell'aumento della taglia e nella diminuzione del numero di specie nel corso del tempo. Ciò potrebbe essere correlato con una tendenza globale al raffreddamento delle temperature, che indica un deterioramento delle condizioni paleoambientali nel corso del Miocene. Sembra che vi sia stato anche uno spostamento di latitudine nell'areale distributivo di questi animali: dalla Patagonia del Miocene inferiore alle aree settentrionali del Sudamerica verso la fine del Miocene (Scarano et al., 2021).